# Glyphoglossus minutus
Glyphoglossus minutus е вид жаба от семейство Тесноусти жаби (Microhylidae).

## Разпространение
Видът е разпространен в Малайзия.